# Gävlebukken
Gävlebukken (svensk: Gävlebocken) er en stor julebuk i halm, der bliver opstillet i forbindelse med jul på Slottstorget i Gävle, Sverige. Den fremstilles og opstilles af lokale grupper første søndag i advent.
Gävlebukken har været genstande for gentagende ildspåsættelser; på trods af adskillige sikkerhedsforanstaltninger og en nærliggende brandstation så er den blevet brændt af næsten alle år siden 1966. I december 2023 var 42 ud af 58 blevet brændt eller på anden vis ødelagt. Afbrænding eller ødelæggelse af bukken er ulovlig og Svea hovrätt har annonceret, at overtrædelsen normalt giver en 3 måneders fængselsdom.
Siden 1986 er der blevet opsat to julebukke i Gävle: Gävlebukken af Söders Köpmän og Julebukken af Naturvetenskapliga forening på Vasaskolan.